# Ballistura fitchi
Ballistura fitchi is een springstaartensoort uit de familie van de Isotomidae. De wetenschappelijke naam van de soort is voor het eerst geldig gepubliceerd in 1933 door Denis.